# Umění

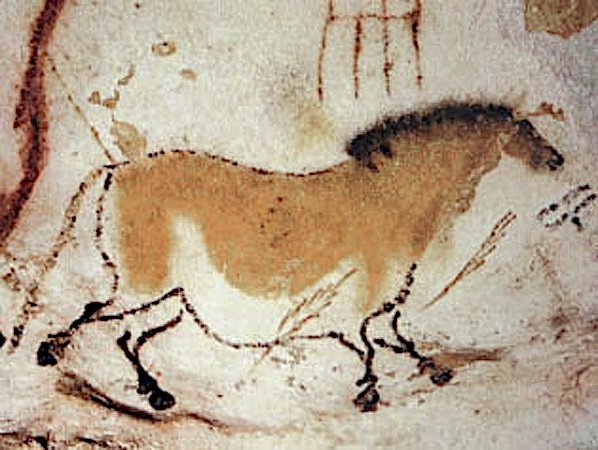
Jeskynní malba z Lascaux, asi 15 000 př. n. l.

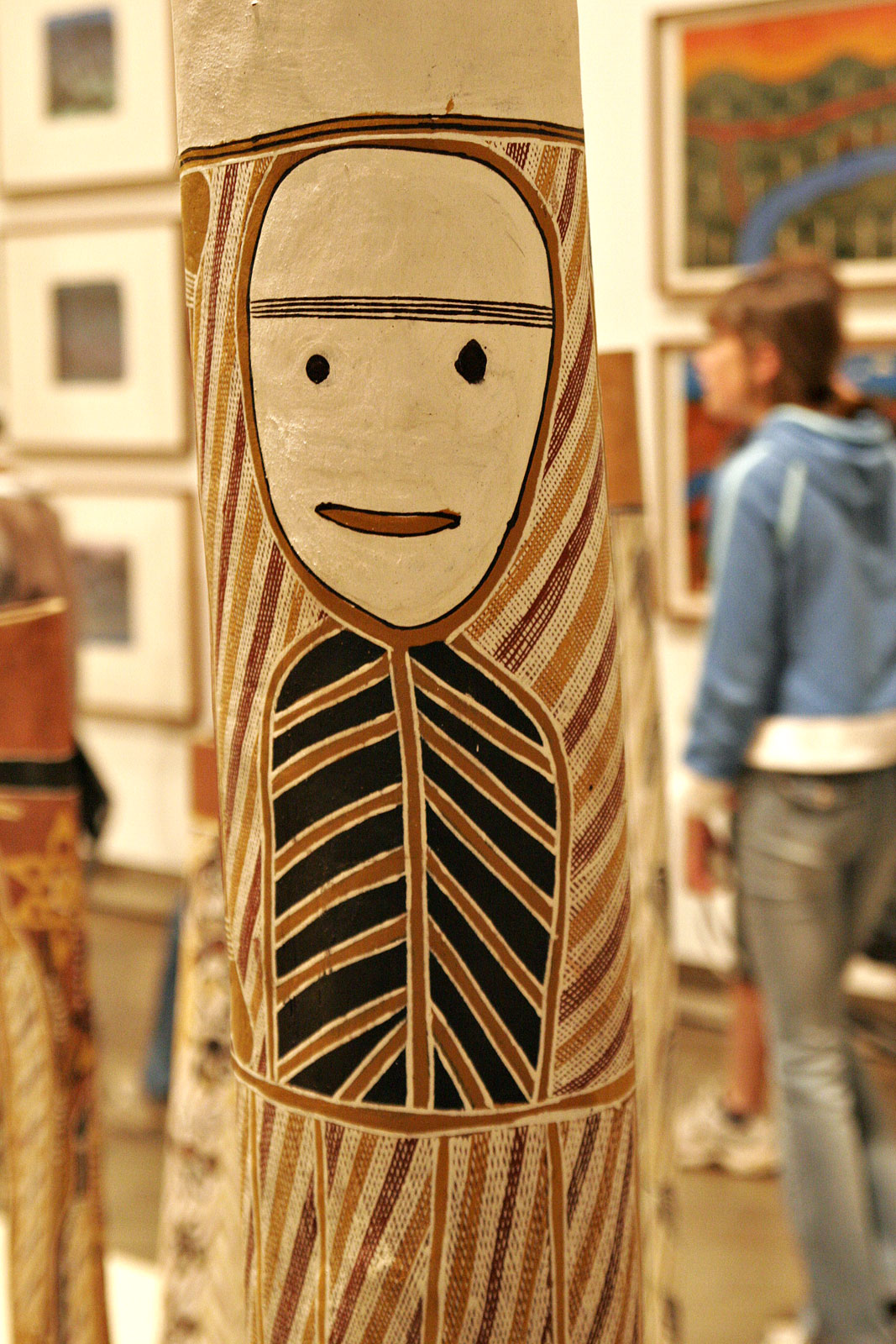
Australský domorodý náhrobek (Muzeum Canberra)

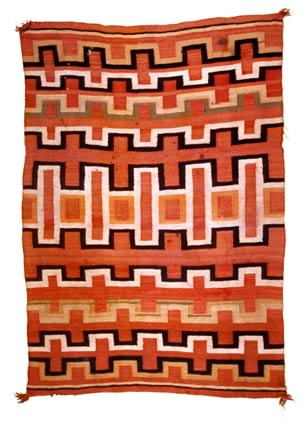
Koberec (indiáni Navajo)

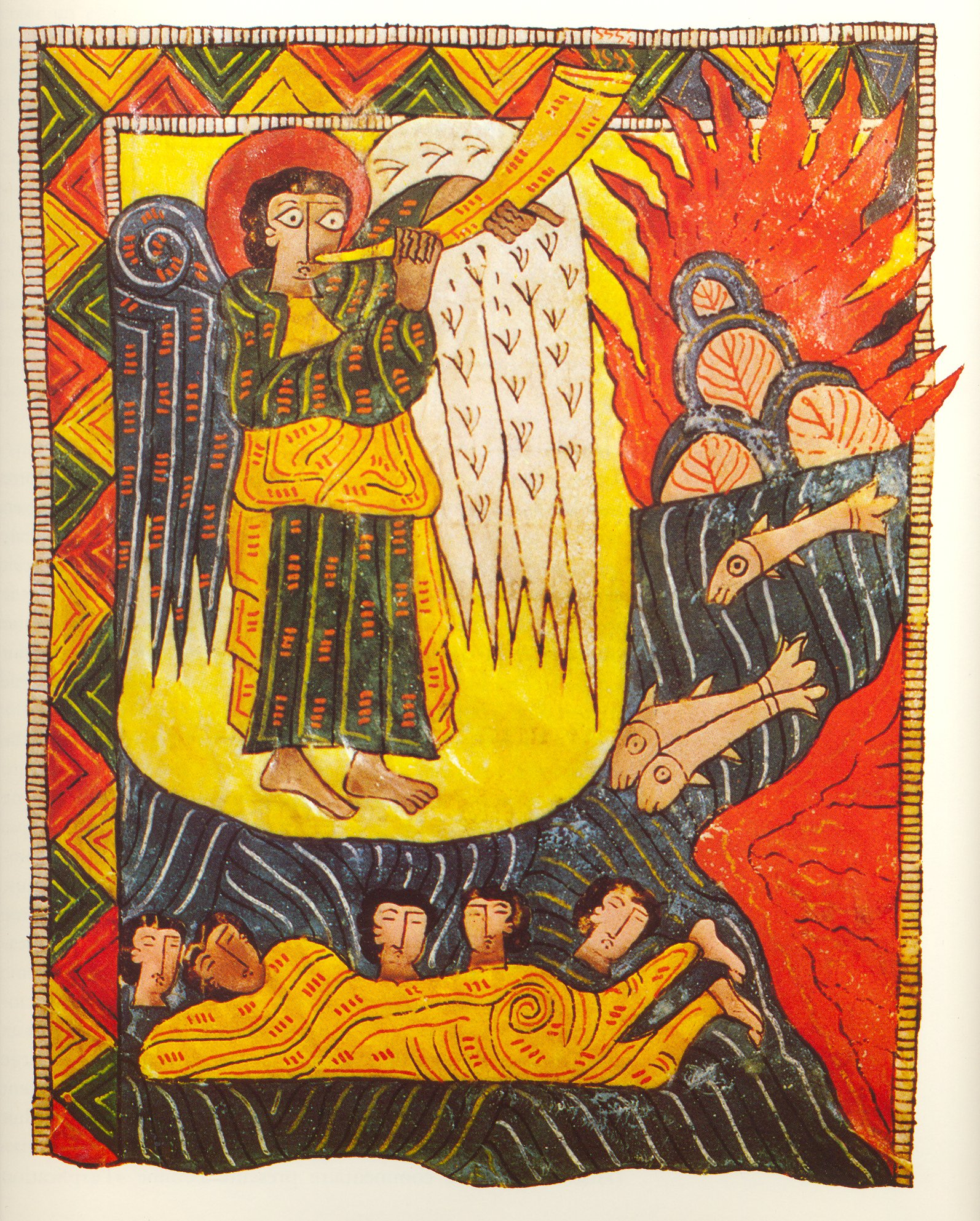
Anděl (rukopis Beatus, Španělsko, 9. stol.)

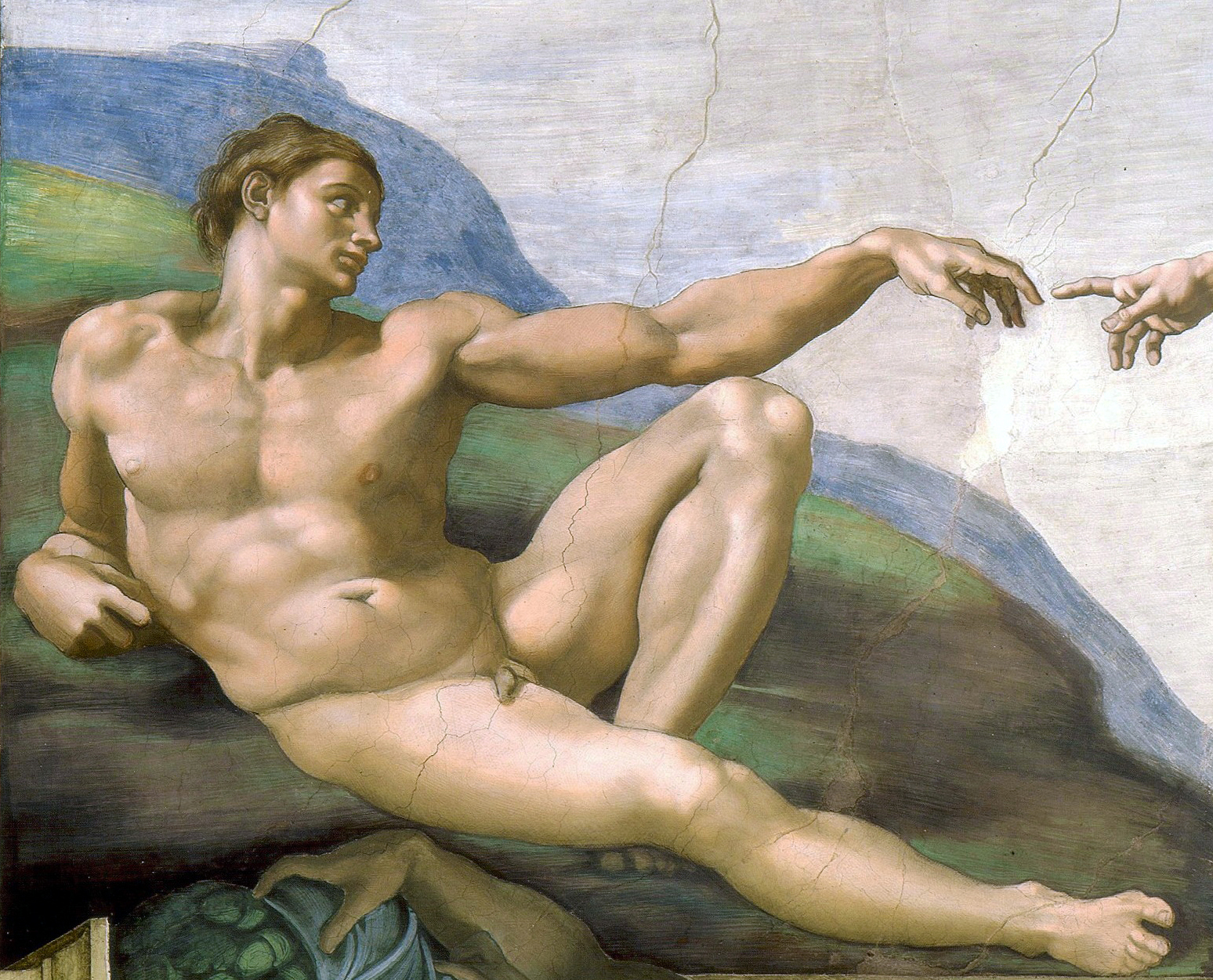
Michelangelo Buonarroti, Stvoření Adama, 1510 (detail)

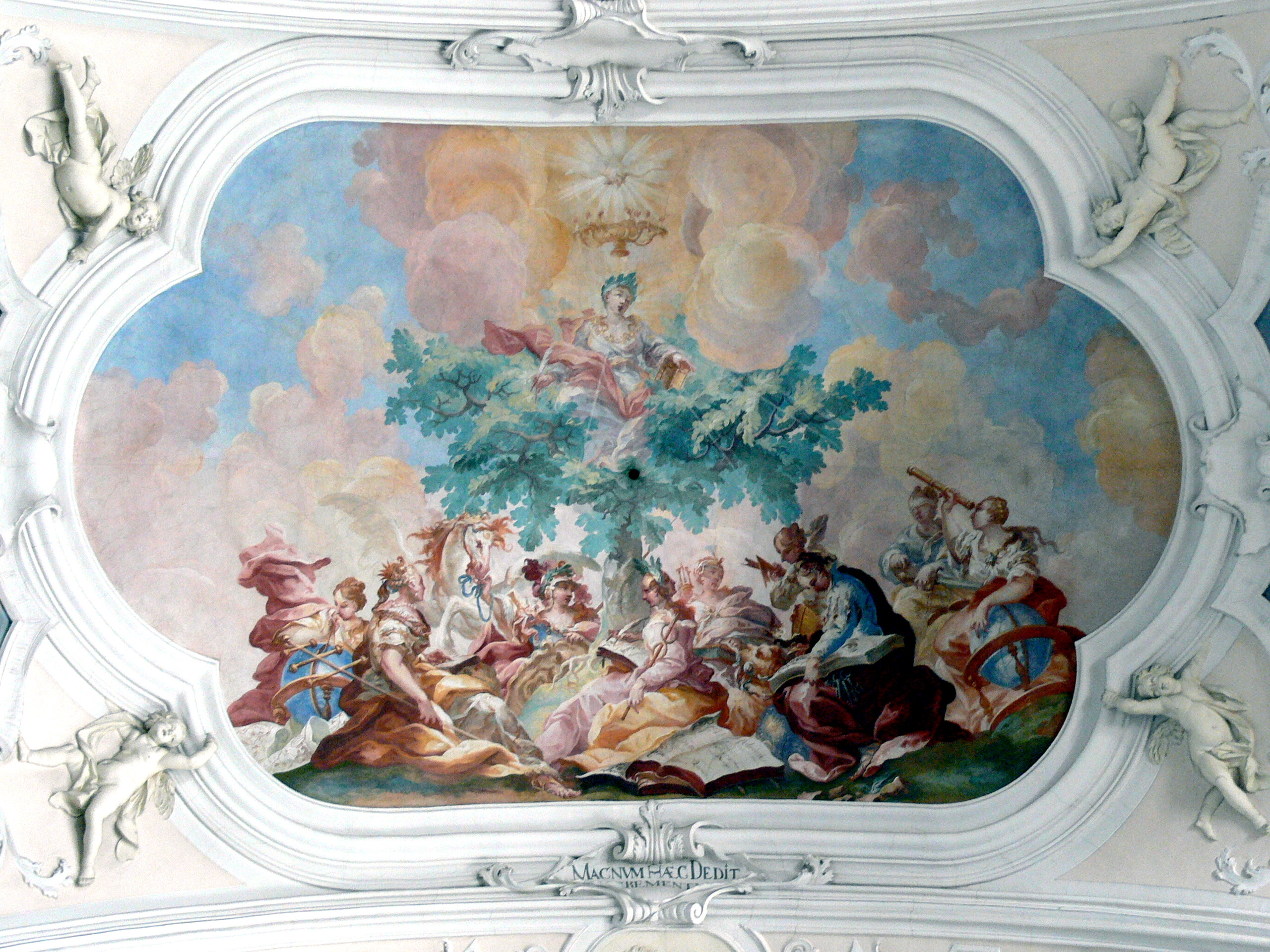
Alegorie umění a věd (Niederalteich, Bavorsko)

Umění (od „uměti“, řecky τέχνη, techné, jako řemeslná technika) je součást lidské kultury, v širokém slova smyslu užitečná dovednost, kterou neovládá každý a které je případně třeba se naučit. Od renesance se však nejčastěji užívá v užším smyslu „krásných umění“, kde se klade důraz na tvořivost, originalitu a individualitu umělce. Hodnocení je však subjektivní.
Umění v tomto smyslu se od starověku dělí na umění výtvarná, která vytvářejí trvalá vizuální umělecká díla (například malířství, sochařství, architektura), a umění múzická či performativní, kde umělec sám vystupuje před publikem (například tanec, zpěv, hudba, divadlo). Toto rozlišení se sice díky písmu, notovému záznamu a dalším záznamovým technikám do značné míry přežilo, přesto se stále užívá.
V některých jazycích, jako například v angličtině, se rozlišuje pojem umění v jednotném čísle (art), který se omezuje na malířství, sochařství a architekturu, a umění v množném čísle (the arts), který zahrnuje ostatní disciplíny jako hudba, literatura či film. V češtině tomu tak ale není, což může činit potíže při překladu. Mj. proto také dochází k tomu, že slovní spojení "dějiny umění" často znamená pouze dějiny výtvarného umění.
V minulosti nebylo umění chápáno jako samostatná oblast, bylo vnímáno jako řemeslo či součást vědy. Specifický význam získává pojem teprve na počátku novověku, zhruba v renesanci (17. století). Předmoderní umění bylo často vytvářeno pro náboženství a již u nejstarších, pravěkých uměleckých projevů (hudebních, sochařských i malířských) se uvažuje o jeho roli v rituálech. Toto spojení rozbila jako první antika, avšak po jejím pádu, ve středověké Evropě, bylo na dlouho obnoveno. K dalšímu odpojení došlo až v novověku.

## Vědy o umění
Uměním se zabývá řada věd, zejména estetika, dějiny umění, sociologie umění, psychologie umění, literární věda, různé typy teorie komunikace, teorie znaku, taxonomie umění, teorie technologií umění (včetně restaurování) a další specializované obory. Vědy o umění nejsou komplexně zvládnutelné pro jednoho odborníka a vyžadují týmovou spolupráci. Estetika se zabývá povahou uměleckého díla a krásy vůbec, psychologie a sociologie jeho individuálním a společenským působením či významem. Historické obory (dějiny umění, hudby, literatury atd.) sledují vývoj uměleckých projevů v dějinách a řadí je do různých slohů. Teorie komunikace se zabývají sdělovací stránkou umění. Sémiotika chápe umění jako tvorbu a rozvíjení určitých znaků, výtvarných, literárních, hudebních atd. a zkoumá jejich význam a působení. Ještě bohatší je oblast teorie užitého umění obsahující nezbytně také vědy vztahující se k funkčnosti produktů tvorby a jejich interakci s člověkem. Speciálním oborem teorie je umělecká kritika, která se vedle formální problematiky soustřeďuje na společenské hodnotové systémy.
Výtvarná kritika a teorie si musí hledat nové místo, nechce-li se ocitnout buď na poli čisté reklamy, anebo v rovině umělého bodování umělců, čím může ovlivňovat vytváření hvězd a obchod s uměním. Proces názorové diferenciace zatím probíhá na úrovni umělého získávání "bodů", chybí mu komplexní reflexe, vedle vzácných výjimek převažuje umělá a poněkud manipulativní strukturace hodnot. (Anděla Horová, 2007)

## Definice umění
Pojem umění je tak široký, mnohotvárný a proměnlivý, že jej podle mnoha odborníků nelze definovat. Pokusy o definici vycházejí buď z vlastností uměleckých děl a činností samých (umění znázorňuje, vyjadřuje, esteticky působí), z jeho historie (původ z kultu a rituálu, společenský význam, umělecké instituce), anebo jen tvrdí, že umění je to, co za ně určitá společnost pokládá (konstruktivismus). Tomu se blíží teorie komunikace, která se zabývá veškerým sdělováním a umělecké sdělování považuje za společenskou vztahovou kategorii (relativní společenské ocenění).
V historii se kladl různě velký důraz na mimetickou či zobrazovací stránku umění, na stránku vyjadřovací či expresivní, sdělovací či komunikativní nebo tvořivou. Kromě těchto působení, kde je umění samo sobě cílem, se však umění také účelově užívá ke zdobení předmětů, k vyvolávání nálad a citů, k šíření určitých postojů a myšlenek, k propagaci nebo v terapii.
Podle Ottova slovníku je umění „úmyslné tvoření nebo konání, jehož výsledek nad jiné výtvory a výkony vyniká jistou hodnotou již při pouhém nazírání a vnímání, tj. hodnotou estetickou“. Encyclopedia Britannica vymezuje umění jako „užívání dovedností a představivosti k vytváření estetických předmětů, prostředí nebo zážitků, které lze sdílet s druhými lidmi.“ Podle prof. C. Tiedemanna z hamburské univerzity je umění „ta oblast kulturní činnosti, kde se lidé snaží podle svého nadání, znalostí a dovedností vyjadřovat své myšlenky a city buď vytvářením děl, nebo jednáním.“
| „            | Umění se musí dělat mozkem i citem. Když se dělá jenom mozkem, je to řemeslo. Když se dělá jenom citem, je to ochotnictví. | “ |
| — Jan Werich | |   |

## Umění v historii
Umění provází lidské společnosti od nejstarších dob a například zdobení vlastního těla, předmětů a obydlí lze najít v každé lidské společnosti. Jeskynní malířství odpovídá transu a užívání drog. Ve starověkých společnostech bylo úzce spojeno s kultem a rituály, s posvátnými místy, chrámy a slavnostmi, u Homéra a antických básníků je božského původu. Od starověku sloužilo jako výraz panovnické moci a prestiže měst, ve středověku zejména jako chrámové umění (výtvarné, hudební i divadelní), a to většinou jako anonymní. Od renesance se zájem obracel k originalitě umělce, vznikaly první galerie a umělecké akademie a umělecké předměty se stávaly předmětem sběratelství. Na osvícenské zdůraznění umění jako výrazu harmonie (klasicismus) a na romantické pojetí umělce jako génia reagovali někteří umělci od 19. století odmítáním dobových konvencí a akademismu, případně protestem a provokací.

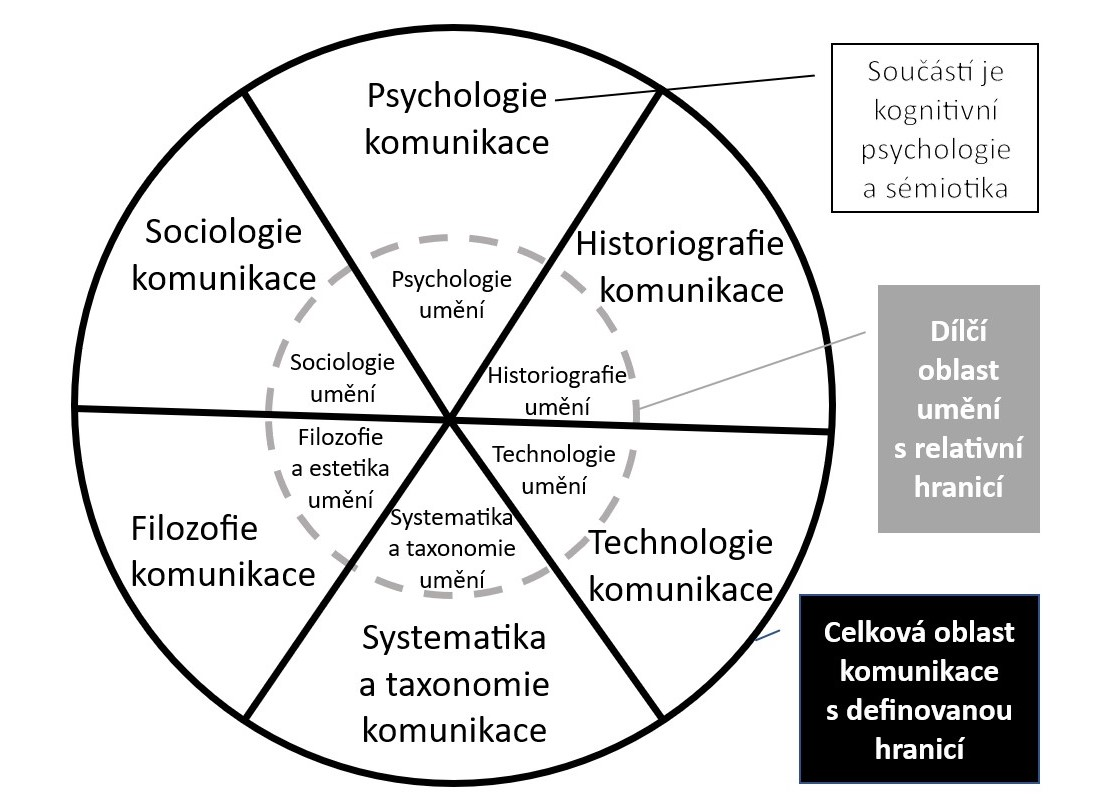
Umění je výhodné vnímat v rámci širšího celku komunikace. Struktura teorie užitého umění je však mnohem bohatší než umění volného.

Od 19. století ovlivňují umění nové technické možnosti jednak reprodukce a záznamu, jednak jako nová média umělecké tvorby (například fotografie a film). Začalo se nově oceňovat lidové umění i umělecké řemeslo a umění se také stávalo nástrojem propagandy (plakát, film, reklama). Vznikaly také první umělecké školy a další umělecké instituce jako například výstavy a festivaly. Od 20. století se umění zbavuje své znázorňovací funkce (abstraktní umění) a s rozpadem slohu se dále individualizuje. Zároveň je pod silným tlakem komercializace a soutěže o úspěch, objevují se další nová média a někteří umělci se snaží smazávat hranice mezi uměním a běžným životem (akční umění, happening).

## Umělecké působení
Z hlediska individuálního je základním kritériem umění (umělecké hodnoty) jeho estetický účinek. Estetický účinek je však závislý na dosavadní osobní zkušenosti a je tedy individuální. Z tohoto hlediska není možné požadovat, aby ostatní považovali za umění totéž, co my sami.
Z hlediska sociálního je umění (umělecký proces) nezbytným nástrojem k tvorbě nových či k inovaci dosavadních znaků, k ověřování jejich účinnosti (umělec ji ověřuje napřed na sobě, dále na svých divácích či posluchačích) a posléze ke vzájemné dohodě o jejich významu (zde se uplatňuje prosazování jednotlivých osobních účinků). Původně umělecký znak tak po jisté době přechází do znakového systému se svým obecně sdíleným a opakovatelně vyvolavatelným významem a posiluje tak užívaný komunikační systém. Z tohoto hlediska platí, že každý znak byl původně metaforou, v němž nový znak nějakým způsobem inovoval vztahy ke znakům na něj návazným.
Abychom umělecký (metaforický) účinek dokázali rozpoznat, musíme se vědomě nebo nevědomky naučit dosavadním znakovým systémům, vůči nimž se umělecký znak vymezuje. K porozumění umění je tedy v určitém úhlu pohledu nezbytná výchova k umění.